# Catarina Martins
Catarina Soares Martins (7 de septiembre de 1973) es una lingüista y política portuguesa.
Catarina Martins Soares es licenciada en Lenguas y Literaturas Modernas, con una Maestría en Lingüística.
En 1994 fue cofundadora de la compañía de teatro Visões Úteis. Afiliada al Bloco de Esquerda, es diputada en la Asamblea de la República de Portugal desde 2009, por la circunscripción de Oporto. El 11 de noviembre de 2012 es elegida coordinadora del Bloco de Esquerda junto con João Semedo, ambos sucesores de Francisco Louçã. Desde la salida de João Semedo y de una reestructuración a nivel de la dirección del partido, en 2014, Catarina Martins fue portavoz de la comisión coordinadora. El 14 de febrero de 2023 anunció que no volvería a ser candidata al cargo de coordinadora del Bloco, renunciado, por tanto, a seguir liderando el partido.